# Loxolophus
Loxolophus is een geslacht van uitgestorven zoogdieren behorend tot de Arctocyonidae die in het Paleoceen in Noord-Amerika leefden.

## Fossiele vondsten
Fossielen van Loxolophus zijn gevonden in de Verenigde Staten en Canada en de vondsten dateren uit het Puercan en Torrejonian, de tweede eerste delen van het Paleoceen in Noord-Amerika. In het Torrejonian werd Loxolophus vervangen door arctocyoniden behorend tot de Chriacinae.
Loxolophus werd in 1885 beschreven door Edward Drinker Cope. De typesoort is L. hyattianus uit het San Juan-bekken in New Mexico. Drie jaar later beschreef Cope een twee nieuwe soorten uit het San Juan-bekken, L. priscus en L. pentacus. L. priscus is ook bekend uit het het Crazy Mountain-bekken in Montana.
In de jaren dertig van de twintigste eeuw werden drie nieuwe soorten beschreven: L. grangeri (Simpson, 1936) en L. kimbetovius (Matthew, 1937) uit het San Juan-bekken, en L. spiekeri (Gazin, 1938) uit Utah.
Aan het einde van de twintigste eeuw volgden nog drie nieuwe soorten met L. criswelli (Rigby, 1980) uit Swain Quarry in Wyoming, L. schizophrenus (Johnston & Fox, 1984) uit Saskatchewan en L. faulkneri (Eberle & Lillegraven, 1998) uit het Hanna-bekken in Wyoming.
Nieuwe fossiele vondsten van L. hyattianus en L. faulkneri werden gedaan in Corral Bluffs in Colorado.

## Kenmerken
Loxolophus had het formaat van een wasbeer met een gewicht van ongeveer 6 kg. Het gebit met sterke, gebogen hoektanden wijst er op dat Loxolophus een omnivoor was. De beenderen laten zien dat Loxolophus deels in de bomen leefde. Loxolophus had een lange snuit en lange, geklauwde vingers. 